# 男鹿みなと市民病院
男鹿みなと市民病院（おがみなとしみんびょういん）は、秋田県男鹿市船川港船川にある、男鹿市が設置した公立の医療機関である。

## 概要
男鹿半島・男鹿国定公園および八郎潟の西にある若美地域を主な医療圏とする公立の救急指定病院で、男鹿市では唯一の公立の病院である。

## 沿革
- 1944年（昭和19年） - 日本医療団船川病院として開院。
- 1948年（昭和23年） - 日本医療団が解散し、船川港町国民健康保険組合の医療施設になる。
- 1949年（昭和24年） - 船川港町に移管。公営となる。
- 1955年（昭和30年） - 周辺の7町村が合併し男鹿市となり、病院も男鹿市立総合病院となる。
- 1998年（平成10年）7月 - 現在地に新築移転し、名称を男鹿みなと市民病院に改称する。新病院の設計は伊藤喜三郎建築研究所が行った。

## 保険指定施設
- へき地医療拠点病院[1]
- 救急告示病院[1]
- 臨床研修病院

## 診療科等
- 内科
- 精神科（外来のみ）
- 神経内科
- 小児科
- 外科
- 整形外科
- 皮膚科
- 泌尿器科
- 産婦人科
- 眼科

## 認定専門医人数
専門医の人数はあきた医療情報ネットワークが公開している数値による。
- 公益社団法人日本整形外科学会 : 整形外科専門医 2人
- 一般社団法人日本耳鼻咽喉科学会 耳鼻咽喉科専門医 1人
- 一般社団法人日本リウマチ学会 リウマチ専門医 1人
- 一般社団法人日本外科学会 外科専門医 3人
- 一般社団法人日本循環器学会 循環器専門医 1人
- 公益社団法人日本小児科学会 小児科専門医 1人
- 一般社団法人日本透析医学会 透析専門医 1人
- 特定非営利活動法人日本胸部外科学会 精神科専門医 1人
- 特定非営利活動法人日本血管外科学会 心臓血管外科専門医 2人

## 交通アクセス
- 鉄道
  - JR東日本 男鹿線 男鹿駅から徒歩10分
- 路線バス : 秋田中央トランスポートみなと病院バス停[注釈 2]
  - 男鹿北線 : - みなと病院 - 男鹿駅前 - 羽立駅前 - 北浦市民センター - 湯本駐在所
  - 船越・潟西・潟西北部線 - みなと病院 - 脇本駅前 - 船越駅前 - 若美総合支所
    - 男鹿南線 : みなと病院 - 男鹿駅前 - 船川南小 - 門前
- 車 : 駐車場406台、無料